# Pahlawan (Binjai Utara)
Pahlawan is een bestuurslaag in het regentschap Binjai van de provincie Noord-Sumatra, Indonesië. Pahlawan telt 10.481 inwoners (volkstelling 2010).